# Cheung Ka Long
Cheung Ka "Edgar" Long (chiń. trad. 家朗張; ur. 10 czerwca 1997 w Hongkongu) – hongkoński florecista, dwukrotny złoty medalista olimpijski i dwukrotny medalista mistrzostw świata. 
W 2017 roku zdobył złoto indywidualnie na mistrzostwach świata juniorów w Baku. 
Wystartował na igrzyskach olimpijskich w Rio de Janeiro w 2016 roku, gdzie indywidualnie zajął 14. miejsce. W 2020 roku triumfował w indywidualnej rywalizacji na igrzyskach olimpijskich w Tokio. W finale pokonał poprzedniego mistrza olimpijskiego - Daniele Garozzo 15:11. Drużynowo zajął tam siódme miejsce.
Na mistrzostwach świata w Kairze w 2022 roku zdobył brązowy medal w turnieju indywidualnym. Wyprzedzili go jedynie Francuz Enzo Lefort i Włoch Tommaso Marini. Na rozgrywanych rok później mistrzostwach świata w Mediolanie reprezentanci Hongkongu w składzie: Cheung Ka Long, Ryan Choi, Leung Chin Yu i Yeung Chi Ka zdobyli drużynowo brązowy medal.
W 2024 roku ponownie reprezentował Hongkong na Letnich Igrzyskach Olimpijskich, gdzie w rywalizacji indywidualnej florecistów zdobył złoty medal, pokonując w finale Filippo Macchi z Włoch.
Wywalczył również brązowy medal drużynowo na igrzyskach azjatyckich w Inczon w 2014 roku, srebrny drużynowo i brązowy indywidualnie podczas igrzysk azjatyckich w Dżakarcie w 2018 roku oraz złoto indywidualnie i brąz drużynowo na igrzyskach azjatyckich w Hangzhou (2022).